# Weickenricht
Weickenricht ist ein Gemeindeteil des Marktes Freihung im Landkreis Amberg-Sulzbach in der Oberpfalz in Bayern.

## Geographie

### Lage
Das Dorf Wickenricht liegt im südlichen Gemeindegebiet von Freihung.
Umgeben ist Weickenricht von Freihung im Norden, Massenricht und Ehenfeld im Osten. Im Süden liegt Großschönbrunn und im Westen Vilseck.

### Entfernung zu Städten
| Bayreuth (45 Kilometer) | Hof (80 Kilometer)                          | Weiden (20 Kilometer)               |
| Nürnberg (62 Kilometer) | Kompassrose, die auf Nachbargemeinden zeigt | Pilsen (Tschechien) (108 Kilometer) |
| Amberg (17 Kilometer)   | Regensburg (66 Kilometer)                   | Cham (Oberpfalz) (70 Kilometer)     |

### Gliederung
der Ort Weickenricht lässt sich in zwei Teile gliedern.

#### Dorfkern
Im Osten des Dorfes befindet sich der ältere Teil. In dessen Zentrum befindet sich ein kleiner Dorfplatz, um den sich einige Bauernhöfe reihen. Während sich im Norden eine Straße nach Elbart mit einer Kapelle befindet, schließt sich im Süden eine Straße an, welche ihren Verlauf nun in einer Kurve nach Westen ändert und nach Seugast führt.

#### Siedlung
Die Siedlung von Weickenricht befindet sich im Westen des Dorfes an der Straße nach Seugast. Nach dem Ortseingang zweigt eine 130 Meter lange Sackgasse nach Süden ab. In dieser befinden sich 9 Häuser. 100 Meter später gibt es eine Kreuzung, an welcher einerseits eine Straße nach Norden eine Umgehung des Dorfkerns darstellt und andererseits eine Straße nach Süden einen weiteren Teil der Siedlung bildet.

### Verkehr

#### Straßenverkehr
In Weickenricht selbst verläuft eine Straße, die die Ortsteile Seugast über Weickenricht mit Elbart verbindet.
Im Nachbarort Seugast verläuft die Bundesstraße 299 welche Waldsassen mit dem Chiemgauverbindet. Von Weickenricht kommt man in nördliche Richtung nach Freihung und Grafenwöhr und in südliche Richtung erreicht man Gebenbach und Amberg. Von freihung aus kommt man über die Staatsstraße 2166 nach Weiden in der Oberpfalz.

#### Schienenverkehr
Der Ort Weickenricht selbst ist nicht an den Schienenverkehr angebunden. In 3 Kilometern Entfernung befindet sich der Bahnhof von Freihung, welcher genauso wie der 8 Kilometer entfernte Bahnhof in Vilseckan der eingleisigen Hauptbahn Neukirchen-Weiden liegt.

#### Öffentlicher Personennahverkehr
Die nächstgelegene Bushaltestelle von Weickenricht befindet sich an der Bundesstraße 299 im Ort Seugast und ist etwa 500 Meter von Weickenricht entfernt. Diese trägt den Namen Seugast Abzweig Weickenricht und wird von verschiedenen Bussen bedient:
- Linie 480 nach Amberg oder Grafenwöhr
- Linie 449 nach Gebenbach, Amberg oder Freihung, Thansüß

## Geschichte
Weickenricht wurde im Jahr 1270 erstmals erwähnt. Archäologischen Befunden zufolge befand sich in Weickenricht ein frühneuzeitliches Hofmarkschloss, auf dessen Lage heute ein Bauernhof mit der Hausnummer 10 steht. Im Jahr 1790 wurde eine der heiligen Maria geweihte Kapelle gebaut.

### Einwohnerentwicklung
- 1838
  - 90 Einwohner
  - 16 Häuser
- 1875[5]
  - 98 Einwohner
  - 45 Gebäude
- 1928[6]
  - 108 Einwohner
  - 17 Häuser
- 1950[7]
  - 138 Einwohner
  - 18 Wohngebäude
- 1961[8]
  - 140 Einwohner
  - 23 Wohngebäude
- 1973[9]
  - 163 Einwohner
- 1987[10]
  - 152 Einwohner
  - 34 Häuser
  - 49 Wohnungen

| Jahr | Einwohner | Gebäude |
| ---- | --------- | ------- |
| 1838 | 90        | 16      |
| 1871 | 98        | 45      |
| 1928 | 108       | 17      |

| Jahr | Einwohner | Gebäude |
| ---- | --------- | ------- |
| 1950 | 138       | 18      |
| 1961 | 140       | 23      |
| 1987 | 152       | 34      |
| 2023 | 92        |         |

## Denkmäler
| Lage                         | Objekt                           | Beschreibung | Akten-Nr.              | Bild          |
| ---------------------------- | -------------------------------- | --- | ---------------------- | ------------- |
| Nähe Weickenricht (Standort) | Marienkapelle                    | Gerade geschlossener Massivbau mit Satteldach, gefastem Türgewände, Putzgliederung und Muschelnische, bezeichnet mit „1790“  | D-3-71-121-30 Wikidata | Marienkapelle |
| Weickenricht 10 (Standort)   | frühneuzeitliches Hofmarkschloss | Archäologische Befunde des abgegangenen frühneuzeitlichen Hofmarkschlosses in Weickenricht. Heutzutage nichts mehr erkennbar | D-3-6337-0043          | BW            |